# Interferometria

Figura 1. O caminho da luz através de um interferômetro de Michelson. Os dois raios de luz com uma fonte comum combinam-se no espelho semiprateado para alcançar o detector. Eles podem interferir construtivamente (fortalecendo em intensidade) se suas ondas de luz chegarem em fase, ou interferirem destrutivamente (enfraquecimento em intensidade) se chegarem fora de fase, dependendo das distâncias exatas entre os três espelhos

Interferometria é uma técnica que utiliza a interferência de ondas sobrepostas para extrair informações. A interferometria normalmente usa ondas eletromagnéticas e é uma importante técnica de investigação nas áreas de astronomia, fibra óptica, metrologia de engenharia, metrologia óptica, oceanografia, sismologia, espectroscopia (e suas aplicações à química), mecânica quântica, física nuclear e de partículas, física de plasma, sensoriamento remoto, interações biomoleculares, perfilamento de superfície, microfluídica, medição de tensão/deformação mecânica, velocimetria, optometria e fabricação de hologramas.:1–2
Interferômetros são dispositivos que extraem informações de interferências. Eles são amplamente utilizados na ciência e na indústria para a medição de deslocamentos microscópicos, alterações do índice refrativo e irregularidades da superfície. No caso da maioria dos interferômetros, a luz de uma única fonte é dividida em dois feixes que viajam em diferentes caminhos ópticos, que são então combinados novamente para produzir interferência; duas fontes incoerentes também podem interferir em algumas circunstâncias. As franjas de interferência resultantes fornecem informações sobre a diferença nos comprimentos dos caminhos ópticos. Na ciência analítica, os interferômetros são usados para medir comprimentos e a forma de componentes ópticos com precisão nanométrica; eles são os instrumentos de medição de comprimento de maior precisão existentes. Na espectroscopia de transformada de Fourier eles são usados para analisar a luz contendo características de absorção ou emissão associadas a uma substância ou mistura. Um interferômetro astronômico consiste em dois ou mais telescópios separados que combinam seus sinais, oferecendo uma resolução equivalente à de um telescópio de diâmetro igual à maior separação entre seus elementos individuais.

## Princípios básicos

Figura 2. Formação de franjas em um interferômetro de Michelson

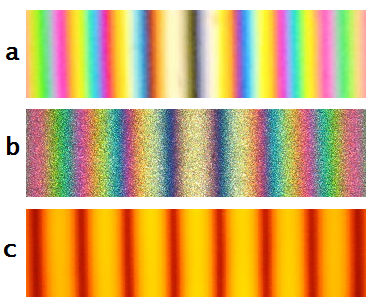
Figura 3. Franjas coloridas e monocromáticas em um interferômetro de Michelson: (a) Franjas de luz branca onde os dois feixes diferem no número de inversões de fase; (b) franjas de luz branca onde os dois feixes sofreram o mesmo número de inversões de fase; (c) Padrão de franja usando luz monocromática (linhas D de sódio)

A interferometria faz uso do princípio da superposição para combinar ondas de uma forma que fará com que o resultado de sua combinação tenha alguma propriedade significativa que seja diagnóstica do estado original das ondas. Isso funciona porque quando duas ondas com a mesma frequência se combinam, o padrão de intensidade resultante é determinado pela diferença de fase entre as duas ondas — as ondas que estão em fase sofrerão interferência construtiva, enquanto as ondas fora de fase sofrerão interferência destrutiva. Ondas que não estão completamente em fase nem completamente fora de fase terão um padrão de intensidade intermediário, que pode ser usado para determinar sua diferença de fase relativa. A maioria dos interferômetros usa luz ou alguma outra forma de onda eletromagnética. :3–12
Tipicamente (veja a Fig. 1, a conhecida configuração de Michelson) um único feixe de luz coerente que entra será dividido em dois feixes idênticos por um divisor de feixe (um espelho parcialmente refletor). Cada um desses feixes percorre uma rota diferente, chamada de caminho, e são recombinados antes de chegar a um detector. A diferença de caminho, a diferença na distância percorrida por cada feixe, cria uma diferença de fase entre eles. É esta diferença de fase introduzida que cria o padrão de interferência entre as ondas inicialmente idênticas. :14–17 Se um único feixe foi dividido ao longo de dois caminhos, então a diferença de fase é um diagnóstico de qualquer coisa que mude a fase ao longo dos caminhos. Isso pode ser uma mudança física no comprimento do caminho em si ou uma mudança no índice de refração ao longo do caminho. :93–103
Como visto nas Fig. 2a e 2b, o observador tem uma visão direta do espelho M1 visto através do divisor de feixe e vê uma imagem refletida M′2 do espelho M2. As franjas podem ser interpretadas como resultado da interferência entre a luz proveniente das duas imagens virtuais S′1 e S′2 da fonte original S. As características do padrão de interferência dependem da natureza da fonte de luz e da orientação precisa dos espelhos e do divisor de feixe. Na Fig. 2a, os elementos ópticos são orientados de modo que S′1 e S′2 estão alinhados com o observador, e o padrão de interferência resultante consiste em círculos centrados na normal a M1 e M'2. Se, como na Fig. 2b, M1 e M′2 estiverem inclinados um em relação ao outro, as franjas de interferência geralmente terão a forma de seções cônicas (hipérboles), mas se M′1 e M′2 se sobrepõem, as franjas próximas ao eixo serão retas, paralelas e igualmente espaçadas. Se S for uma fonte estendida ao invés de uma fonte pontual como ilustrado, as franjas da Fig. 2a devem ser observadas com um telescópio ajustado no infinito, enquanto as franjas da Fig. 2b serão localizadas nos espelhos. :17
O uso de luz branca resultará em um padrão de franjas coloridas (ver Fig. 3). :26 A franja central representando o mesmo comprimento de caminho pode ser clara ou escura dependendo do número de inversões de fase experimentadas pelos dois feixes à medida que atravessam o sistema óptico. :26,171–172